# Secteur 2 (Bucarest)

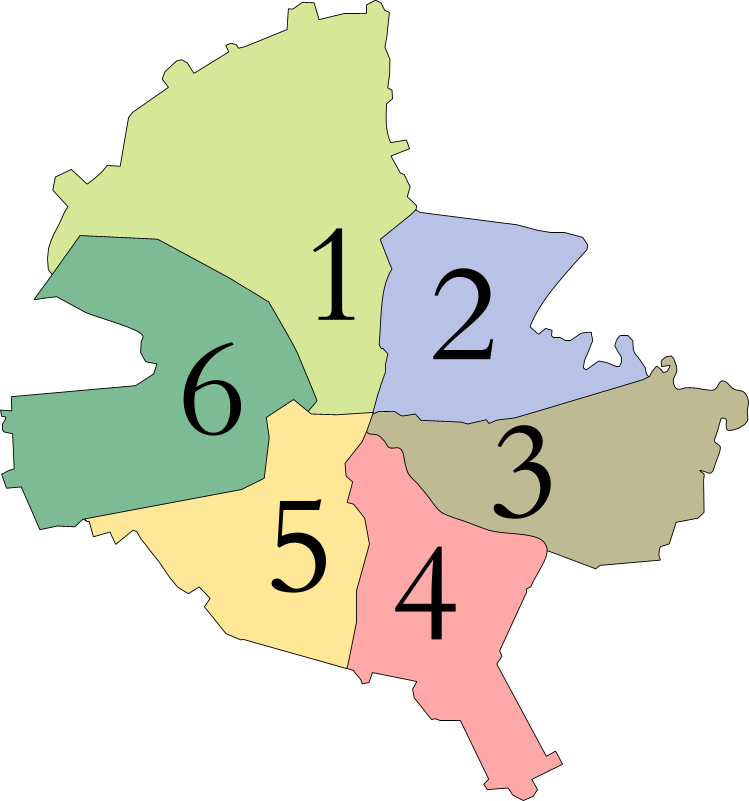
Les 6 secteurs de Bucarest

Le secteur 2 est l'une des six divisions administratives de la ville de Bucarest, capitale de la Roumanie.

## Géographie
Le secteur s'étend sur 3 200 hectares dans la partie nord-est de la ville. Il est limitrophe des secteurs 1 à l'ouest et le 3 au sud.

## Quartiers
- Colentina
- Iancului
- Moșilor
- Obor
- Pantelimon
- Ştefan cel Mare
- Tei
- Vatra Luminoasă

## Population
Le secteur 2 est le plus multiculturel de Bucarest. Il abrite notamment la plus grande communauté chinoise de Roumanie, en particulier dans les quartiers de Colentina et Obor.

## Politique
| Parti                           | Sièges  |
| ------------------------------- | ------- |
| Parti social-démocrate (PSD)    | 10 / 27 |
| Alliance USR-PLUS (USR-PLUS)    | 9 / 27  |
| Parti national libéral (PNL)    | 6 / 27  |
| Parti Mouvement populaire (PMP) | 2 / 27  |

### Liste des maires
| Nom                | Parti | Parti    | Début du mandat | Fin du mandat |
| ------------------ | ----- | -------- | --------------- | ------------- |
| Paul Popovăț       |       | PAC      | 1992            | 1996          |
| Vladimir Popescu   |       | PNL      | 1996            | 2000          |
| Neculai Onțanu     |       | UNPR     | 2000            | 2016          |
| Mugur-Mihai Toader |       | PSD      | 2016            | 2020          |
| Radu Mihaiu        |       | USR-PLUS | 2020            | 2024          |